# Helicase

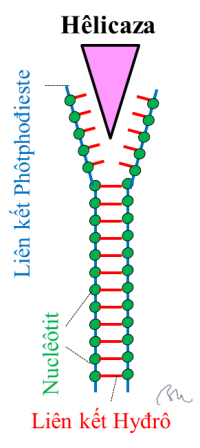
Hình 1: helicase tác động chính vào liên kết hydro (vạch ngang màu đỏ), góp phần tháo xoắn và tách hai đoạn mạch.

Helicase là enzym dãn xoắn và tách mạch kép của acid nucleic do có khả năng cắt các liên kết hydro đã hình thành giữa các cặp nucleotide bổ sung nhau (hình 1)., , 
Tên "helicase" bắt nguồn từ tiếng Anh helicase (phát âm tiếng Anh: /hel-i-keyz/, phiên âm tiếng Việt: /heli-kêy-zơ/), trong đó tiền tố heli- lấy từ tiếng Latinh "helix" (nghĩa là xoắn) kết hợp với hậu tố -ase để chỉ chức năng enzym của hợp chất theo cách phiên âm quen thuộc dùng trong Sinh hoá phổ thông.,  Đừng nhầm với topoisomerase có khả năng tháo xoắn và đóng xoắn acid nucleic.

## Đặc điểm
- Bản chất là loại protein xúc tác, không thay đổi thành chất nào khác sau khi hoàn thành phản ứng mà nó tham gia.
- Thuộc nhóm enzym thủy phân, cắt bỏ liên kết hydro đã hình thành giữa các nucleotide bổ sung nhau trong chuỗi mạch đơn hoặc mạch kép polynucleotide của acid nucleic.
- Chức năng: góp phần "nắn" thẳng polynucleotide và tách mạch kép thành hai mạch đơn, tạo điều kiện cho nhiều hoạt động khác của acid nucleic cũng như các quá trình sinh học khác trên phân tử này.
- Đặc trưng: có nhiều loại khác nhau, có loại chỉ tác động trên DNA (phân tử mục tiêu), hoặc chỉ lấy RNA làm mục tiêu.
- Luôn cần năng lượng để hoàn thành chức năng xúc tác của chúng, nguồn năng lượng này trong tế bào sống thường là ATP và nó có thể tự khai thác năng lượng này.
- Chỉ tác động lên riêng cơ chất của nó là acid nucleic (DNA và RNA). Ở cấp độ phân tử, cơ chất này gọi là phân tử đích hay phân tử mục tiêu của nó.

## Lược sử nghiên cứu
helicase đầu tiên được phát hiện ở trực khuẩn lị E. coli vào năm 1976. Lúc đó nó được mô tả là một "enzyme tháo xoắn DNA, tìm thấy trong các đoạn DNA kép đã biến tính trong một phản ứng phụ thuộc ATP". Sau đó, các nhà khoa học phát hiện thêm nhiều loại helicase khác nhau: không chỉ tác động vào DNA, mà còn vào cả RNA; không chỉ có ở vi khuẩn (nhân sơ), mà còn rất phổ biến ở nhân thực. Các nhà khoa học đã phân lập được ít nhất 14 loại  helicase từ các sinh vật đơn bào, 6 helicase từ vi khuẩn, 12 từ virus, 15 từ nấm men, 8 từ thực vật, 11 từ tuyến ức thú, và khoảng 25 loại khác nhau từ người. Sau đây là các thời điểm chính trong lịch sử nghiên cứu tính đến năm 2004., 
- 1976 - Khám phá và phân lập helicase DNA đầu tiên ở E. coli.
- 1978 - Khám phá helicase DNA nhân thực đầu tiên từ cây hoa li  (Lilium thuộc Chi Loa kèn).
- 1982 - Phát hiện "Protein gen 41 ở T4" là loại đầu tiên được tìm thấy ở virus (T4 kí sinh vi khuẩn).
- 1985 - Phân lập helicase DNA của loài thú đầu tiên từ tuyến ức bê.
- 1986 - Phát hiện ATPase III có chức năng helicase DNA.
- 1988 - Khám phá bảy vùng amino acid bảo tồn được xác định là do hoạt động helicase.
- 1989 - Phân loại 2 siêu họ I và II.
- 1989 - Nhận dạng họ helicase theo "hộp DEAD"
- 1990 - Chiết xuất được helicase DNA của người.
- 1992 - Chiết xuất helicase DNA ty thể từ não bò.
- 1996 - Khám phá ra helicase ở DNA lục lạp từ hạt đậu.
- 2002 - Chiết xuất thành công và mô tả đặc tính sinh hoá đầu tiên của helicase DNA ở động vật nguyên sinh Plasmodium cynomolgi (thuộc Chi trùng đế giày kí sinh ở khỉ).

## Động học helicase

### Cấu trúc
helicase có nhiều loại, cấu trúc rất đa dạng và phức tạp. Thêm vào đó, mỗi loại helicase khi chưa được kích hoạt và khi đang hoạt động luôn có cấu trúc khác nhau. Nhờ nỗ lực của nhiều nhà nghiên cứu, người ta thu được những hiểu biết ngày càng nhiều, mà trong mục này chỉ giới thiệu ở mức đơn giản.
- Mỗi helicase khi hoạt động, thường ở trạng thái đa hợp phân tử (oligomeric), có thể ở dạng đồng hợp phân tử (homomeric) hoặc dị hợp phân tử (heteromeric), luôn liên kết với NTP (thường là ATP) và còn có thể liên kết với các chất khác.
- Chẳng hạn, helicase DNA B (dnaB helicase) ở vi khuẩn E.coli thuộc nhóm mã 1JWE và nhiều loại tương tự là tập hợp 6 phân tử (hexameric tức lục hợp phân tử) như biểu diễn ở hình 2, trong đó, mỗi phân tử là một tiểu đơn vị. Sáu tiểu đơn vị này tạo thành một cấu trúc hình vòng và được ổn định nhờ ràng buộc với NTP (GTP, CTP, TTP và thường là ATP) và có thể với ion kim loại, kết nối với cơ chất của nó (là acid nucleic). Hầu hết các dữ liệu nghiên cứu thu được đều phù hợp với "mô hình vòng" này và cho rằng tập hợp lục hợp phân tử này tạo thành một cái "nhẫn" tí hon (helicase ring), bao quanh acid nucleic mà nó xúc tác, vừa làm làm giảm khả năng nó bị rơi khỏi cơ chất, lại vừa giúp nó chuyển vị đúng hướng là "chạy" dọc chuỗi polynucleotide mà nó "ôm". Cái "nhẫn" này vừa ôm, vừa trượt dọc trên sợi DNA mục tiêu của nó (hình 3).[7],[8]  Hầu hết helicase có trạng thái đa hợp phân tử (oligomeric) như vậy, qua quá trình gọi là đa hợp phân tử hoá (oligomerization).
- Ưu điểm khác của kiểu cấu trúc hình nhẫn này là chu kỳ NTPase (như ATP-ase) có thể làm tăng hiệu quả và thúc đẩy nó "chạy".Tuy nhiên không phải helicase nào cũng phải là đa hợp phân tử (oligomers) hình nhẫn. Nhiều enzym khác đã được chứng minh là hoạt động như là đơn phân tử (monomer) hoặc nhị hợp phân tử (dimers), chẳng hạn như RecBCD. Ngoài ra, nhiều nghiên cứu đã chỉ ra rằng helicase có thể hoạt động thụ động hoặc chủ động tuỳ thuộc cấu hình của nó, cơ chất (phân tử đích) và môi trường.

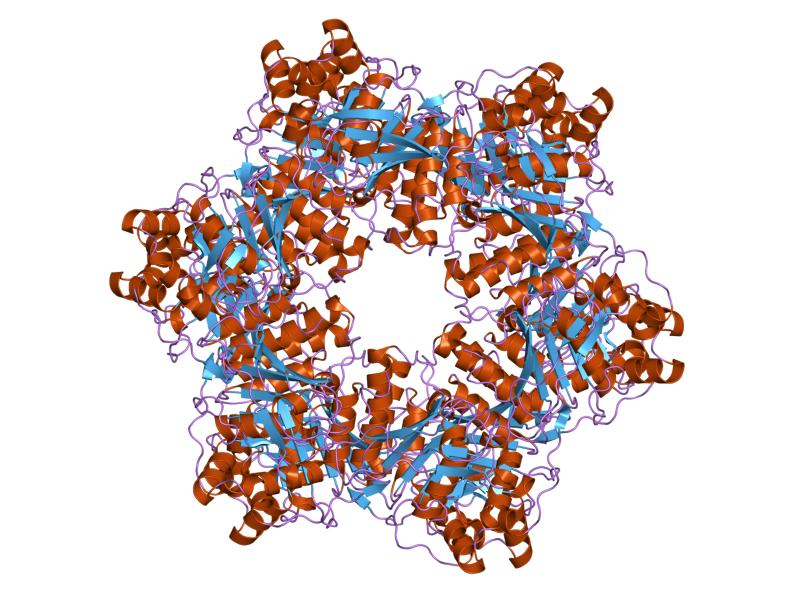
Hình 2: Đồ hoạ giới thiệu cấu trúc một loại lục hợp phân tử (hexamers 1g8y).
Hình 3: helicase hình nhẫn đang hoạt động trên một mạch DNA.Hình 3: helicase hình nhẫn đang hoạt động trên một mạch DNA.
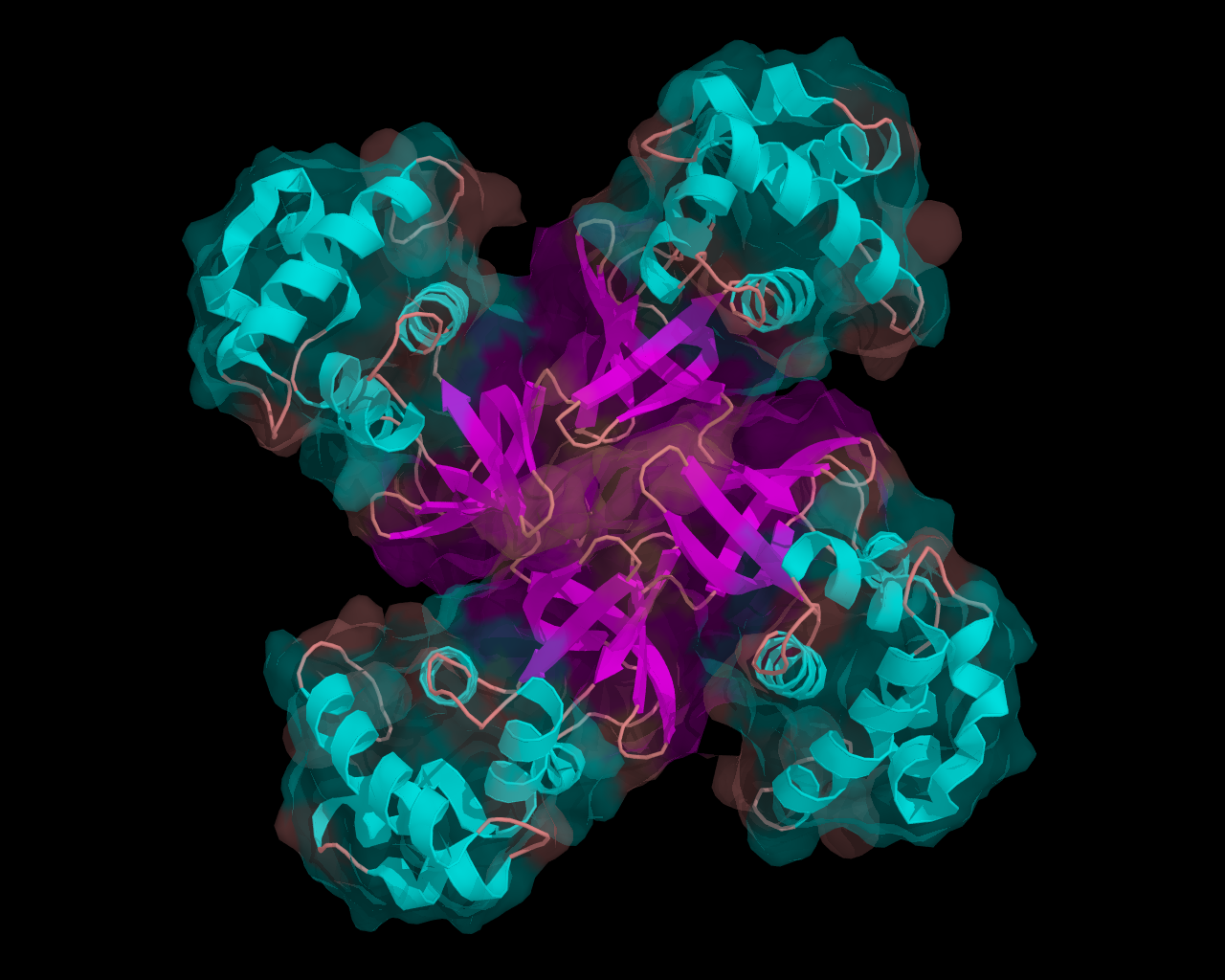
Hình 4: Cấu trúc (đồ hoạ) của helicase RuvA ở E. coli.
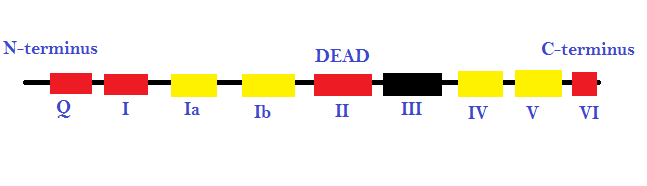
Hình 5: Hộp DEAD ở helicase RNA.
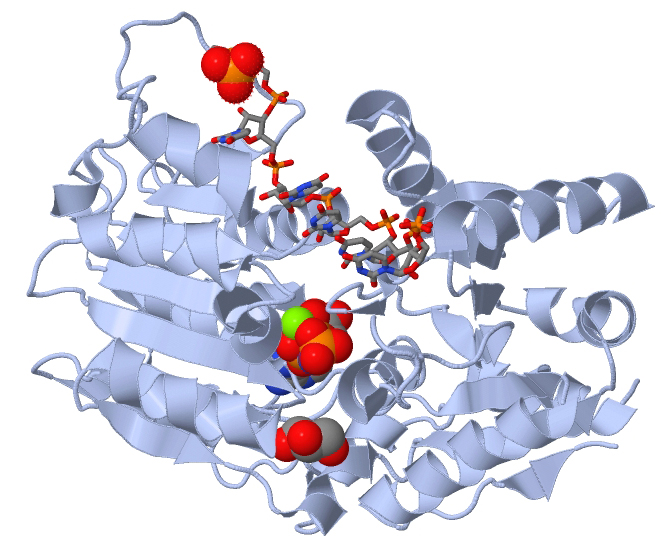
Hình 6: Mô hình một hộp DEAD ở helicase của người.

Xem mô hình 3D của một loại helicase ở đây:https://proteopedia.org/wiki/images/b/b6/1pjr.gif

### Cơ chế
- Hầu hết các helicase cần một vùng acid nucleic đơn để liên kết và bắt đầu hành động tách sợi. Theo cách diễn đạt nôm na, thì đó là một "đầu mẩu" của mạch đơn DNA hoặc RNA thò ra ngoài phân tử. Sau khi đã "bám" vào "đầu mẩu" này, nó dịch chuyển dọc sợi theo chiều 5′ –3 ′ hoặc 3′ –5′ (tuỳ loại helicase). Như RecBCD chứa 2 tiểu đơn vị helicase gần đối diện nhau nên có thể bắt đầu cả hai chiều. Tuy nhiên, helicase hình nhẫn lại yêu cầu cấu trúc DNA hình chữ Y (ở chạc nhân đôi) với một sợi cơ chất và một sợi không bổ sung có độ dài tối ưu để bắt đầu dãn xoắn và cắt liên kết hydro.
- Còn có loại helicase tương tác cùng lúc với cả hai sợi và di chuyển theo một chiều, hoặc cả hai chiều.[9]
- Trong hoạt động, helicase là một động cơ phân tử lấy năng lượng hóa học từ phân giải NTP để thủy phân tách các chuỗi bổ sung của các mạch kép, đồng thời cũng loại bỏ các protein "bám" lên cơ chất, tạo điều kiên cho tự sao mã, phiên mã hoặc xúc tác tái tổ hợp tương đồng giữa các DNA.
- Hoạt động enzym của helicase làm dãn xoắn acid nucleic được thực hiện thông qua việc hạ thấp hàng rào kích hoạt B của mỗi hành động cụ thể. Hàng rào này là kết quả của nhiều yếu tố khác nhau và có thể được xác định bằng cách sử dụng phương trình sau, trong đó:

{\displaystyle N} = số cặp base cần dãn xoắn (bp),
{\displaystyle \Delta G_{bp}} = năng lượng cần để tạo cặp base,
{\displaystyle G_{int}} = mức giảm năng lượng tự do nhờ helicase,
{\displaystyle G_{f}} = mức giảm năng lượng tự do nhờ tháo xoắn.
{\displaystyle B=N(\Delta G_{bp}-G_{int}-G_{f})}
Các yếu tố góp phần vào chiều cao của rào cản kích hoạt bao gồm: trình tự acid nucleic cụ thể của phân tử liên quan, số lượng cặp base liên quan, sức căng hiện diện trên nhánh nhân bản và lực bất ổn.
- Kích thước của rào cản kích hoạt để khắc phục bởi helicase góp phần vào việc phân loại nó là helicase chủ động hoặc thụ động. Trong nhóm helicase thụ động, một rào cản kích hoạt đáng kể tồn tại (được định nghĩa là B>kBT; trong đó kB là hằng số Boltzmann và T là nhiệt độ của hệ thống). Bởi vì rào cản kích hoạt này là đáng kể, nên tiến triển tác động của nó bị ảnh hưởng chủ yếu bởi chuỗi acid nucleic trong phân tử đích cần giải phóng (cần cắt), và sự có mặt của các yếu tố khác lên chạc nhân đôi (chạc chữ Y[4]). Một số loại base ở acid nucleic có thể làm giảm tốc độ dãn xoắn và tách mạch,  như G (guanin) và X (cytosine) do có số liên kết hydro nhiều hơn A với T, ngược lại một số yếu tố khác lại có thể tăng tốc độ này. Trong nhóm helicase, thì tốc độ dãn xoắn và tách mạch Vun nhỏ hơn tỷ lệ chuyển dịch Vtrans trên sợi đơn.[10]
- Trong nhóm helicase chủ động, thì B<kBT, do rào cản ít đáng kể, vì helicase có thể làm mất ổn định acid nucleic,tăng tốc độ dãn xoắn và tách mạch, bất kể chuỗi acid nucleic nào. Ở nhóm này, Vun = Vtrans. Nhóm này còn có khả năng trực tiếp gây mất ổn định chạc nhân đôi để thúc đẩy  dãn xoắn và tách mạch.[10]

## Phân loại

### Các siêu lớp
- helicase được phân chia thành 6 nhóm lớn gọi là siêu lớp (superfamilies, viết tắt là SF). Sự phân loại theo nguyên tắc chính giới thiệu sơ lược như sau:
  - Cấu trúc động học là hình nhẫn (vòng) hay không. SF1 và SF2 không có cấu trúc nhẫn, còn lại là có.
  - Tác  động với một mạch đơn DNA hay cùng lúc với cả hai mạch trong chuỗi xoắn kép. Helicase α chỉ hoạt động với sợi đơn, còn helicase β tác động vào sợi kép.
  - Hướng "chạy" trên chuỗi phân tử mục tiêu. Nếu nó "chạy" (chuyển vị) theo hướng 3'-5' thì gọi là dạng A; nếu chuyển vị xảy ra theo hướng 5'-3 ’thì đó là dạng B.
- Các siêu lớp gồm:

1. Superfamily 1 (SF1): Siêu họ helicase này có thể được chia nhỏ thành SF1A và SF1B. Trong đó các helicase có thể có chuyển vị hướng 3'-5’ (họ SF1A) hoặc 5'-3’ (SF1B). Các helicase SF1A được biết đến nhiều nhất là Rep và UvrD ở vi khuẩn Gram âm và helicase PcrA từ vi khuẩn gram dương. helicase được biết nhiều nhất trong nhóm SF1B là helicase RecD (xem Rec BCD) và Dda.
2. Superfamily 2 (SF2): Đây là nhóm helicase lớn nhất tham gia vào quá trình chuyên hoá và phân hoá tế bào. Nhóm này chủ yếu bao gồm helicase ARAD-box RNA. Một số helicase khác bao gồm trong SF2 là họ RecQ giống như các enzyme kiểu Snf2. Hầu hết các helicase SF2 là dạng A (3'-5') với một số ngoại lệ như họ XPD.
3. Superfamily 3 (SF3): Nhóm này gồm các helicase được mã hóa chủ yếu bởi DNA của virus. Tất cả chúng đều là helicase dạng A (3'-5'). helicase SF3 được biết đến nhiều nhất là helicase của virus papilloma E1.
4. Superfamily 4 (SF4): Tất cả helicase SF4 thuộc dạng B (5'-3 ’). Trong SF4, được nghiên cứu nhiều nhất là gp4 từ T7.
5. Superfamily 5 (SF5): Rho protein phù hợp với nhóm SF5.
6. Superfamily 6 (SF6): Chúng chứa lõi AAA+ không có ở SF3. Thường gặp trong nhóm SF6 này là: MCM, RuvB, RuvA và RuvC.[11]

### helicase RNA
- Không phải chỉ riêng DNA mới có liên kết hydro giữa hai mạch đơn, mà nhiều RNA cũng có tuy chỉ ở những phân đoạn nhất định (như tRNA và rRNA). Các helicase tác động tới RNA (RNA helicase) được xếp vào lớp (family) riêng, nhưng chung siêu lớp (superfamily) với helicase DNA, thường thuộc nhóm SF1 và SF2.
- Các helicase RNA rất cần thiết cho hầu hết các quá trình trao đổi chất liên quan tới RNA như:
  - Tổng hợp và phân giải ribosome.
  - Cắt và nối mRNA sau phiên mã và trước bắt đầu dịch mã nhân thực.
  - Tổng hợp và phân giải tRNA trong tế bào sống.
- Hộp DEAD (hình 4).[12]
  - Khi giải trình tự amino acid của helicase RNA, các nhà nghiên cứu thường phát hiện một đoạn peptit gọi là hộp DEAD (protein DEAD-box). "Hộp" này có mặt khắp nơi trong các quá trình và chức năng qua RNA làm trung gian nhờ chu trình liên kết của liên kết ATP khi thủy phân với những thay đổi về ái lực đối với mạch đơn RNA. Nhiều DEAD được sử dụng làm cơ sở cho một phiên bản của hoạt động helicase RNA, phân tách hiệu quả các chuỗi RNA kép ngắn trong một quá trình liên quan đến ít hoặc không có chuyển vị. Hoạt động này, cùng với các cơ chế để hướng các protein DEAD khác nhau đến các cơ chất của chúng, cho phép đẩy nhanh quá trình tu sửa các phức hợp RNA-protein.
  - Ở hình 4 giới thiệu các chuỗi khởi động (promoter) khác nhau và vùng phụ trợ dãn xoắn, tách mạch ở RNA. Trong hình 4 này: vùng màu đỏ là các miền liên kết ATP, vùng màu vàng là các miền tương tác RNA. Chuỗi đặc biệt được gọi là hộp protein DEAD giúp  phản ứng xúc tác mà ATP không cần phải được thủy phân trực tiếp, miễn là nó liên kết với trên sợi cơ chất.[13] Hình 6 mô tả cấu trúc 3D của một enzym loại này ở người mang hộp DEAD.

## Vai trò và bệnh tật

### Vai trò của enzym
helicase gồm nhiều loại enzym khác nhau nhưng cùng có khả năng xúc tác sự phân tách acid nucleic kép thành các sợi đơn bằng phản ứng phụ thuộc ATP và chức năng trong quá trình xử lý biến đổi DNA gồm: nhân đôi DNA, sửa chữa DNA, tái tổ hợp, phiên mã, dịch mã và nhiều quá trình khác liên quan đến acid nucleic (Jankowsky & Fairman, 2007). Do đó, helicase đóng vai trò rất quan trọng trong mọi hoạt động sống của sinh vật:
- Góp phần khởi tạo nhân đôi DNA tại điểm Ori, nhờ đó mã di truyền mới được nhân bản để chuyển giao cho thế hệ sau.
- helicase còn tham gia vào hầu hết các quá trình chuyển hóa sống còn của acid nucleic trong tế bào sống như: phá vỡ tương tác protein-DNA, sửa chữa DNA, tái tổ hợp gen, tạo ribosome, phiên mã, dịch mã và phân huỷ khi acid hết "tuổi thọ".
- Ở tế bào nhân thực, nó đóng vai trò chỉnh sửa RNA ngay sau phiên mã, tạo ra bản phiên ngắn gọn để dịch mã nhanh.
- Ngoài ra, helicase còn "biết" cách điều chỉnh tốc độ dãn xoắn và tách mạch kết hợp với che chắn cơ chất khỏi tác động phân giải của "đối thủ" của nó là nuclease (nuclease) cũng có cơ chất y hệt như nó.[15]

Do chức năng thiết yếu của chúng, helicase luôn được bảo tồn trong quá trình tiến hóa. Khoảng 1% của số gen tế bào nhân thực (eukaryote) mã hoá helicase., 

### Bệnh do rối loạn enzym
Trong Di truyền y học và nghiên cứu về ung thư thường gặp nhiều bệnh hoặc rối loạn di truyền do helicase bị biến đổi.
- Gen ATRX mã hóa helicase phụ thuộc ATP, ATRX (còn gọi là XH2 và XNP) của họ nhóm SNF2, được cho là chịu trách nhiệm cho các chức năng như hình thành sắc tố, điều chỉnh gen và mêtyl hóa DNA. Các chức năng này hỗ trợ phòng ngừa tế bào chết rụng (apoptosis), dẫn đến rối loạn quy định kích thước vỏ não, cũng như đóng góp vào vùng đồi thị, ảnh hưởng mạnh mẽ đến trí nhớ và học tập. helicase này nằm trên nhiễm sắc thể X (Xq13.1-q21.1), trong vùng dị nhiễm sắc heterochromatin pericentromeric và liên kết với protein dị nhiễm sắc 1 (heterochromatin 1). Các nghiên cứu đã chỉ ra rằng ATRX đóng một vai trò trong quá trình mêtyl hóa DNA rất cần cho sự phát triển của thai. Các đột biến đã được tìm thấy trong ATRX,  có thể dẫn đến chậm phát triển chứng tâm thần-alpha-thalassemia (hội chứng ATR-X).[8]
- Nhiều loại đột biến tìm thấy trong ATRX còn có thể bao gồm các đột biến đơn lẻ, đột biến vô nghĩa, đột biến khung đọc mã và đột biến mất dẫn đến đột biến dịch khung. Những đột biến nhỏ này gồm: bất thường xương và mặt, chậm phát triển trí tuệ, bất thường sinh dục, co giật, khả năng sử dụng ngôn ngữ hạn chế. Kiểu hình được thấy trong ATR-X cho thấy đột biến gen ATRX làm giảm sự biểu hiện gen, như gen alpha-glôbin. [36] Vẫn chưa rõ nguyên nhân gây ra sự biểu hiện của các đặc điểm khác nhau của ATR-X ở những bệnh nhân khác nhau.[16]
- XPD (Xeroderma Pigmentosum factor D, còn được gọi là protein ERCC2) là một helicase phụ thuộc 5'-3 ', Superfamily II, ATP phụ thuộc vào các ion lưu huỳnh sắt. Đột biến  trong helicase XPD đã được chứng minh là có liên quan đến rối loạn lão hóa gia tăng như hội chứng Cockayne (CS) và trichothiodystrophy (TTD). Hội chứng Cockayne liên quan đến độ nhạy cảm với tia cực tím và lão hóa sớm, thể hiện chậm phát triển trí tuệ ngay từ khi sinh. Đột biến helicase XPD cũng liên quan đến xeroderma pigmentosa (XP) còn dẫn đến tăng gấp 1000 lần tần số mắc ung thư da.
- Recic helicases (3'-5 ') thuộc nhóm Superfamily II helicases, giúp duy trì sự ổn định của bộ gen và ngăn chặn sự tái tổ hợp không phù hợp. Sự thiếu hụt hoặc đột biến trong helicase thuộc họ RecQ dẫn đến sự mất ổn định nhiễm sắc thể và khả năng giảm nhân đôi. Đột biến trong họ RecQ BLM, RECQL4 và WRN (đóng vai trò điều hòa tái tổ hợp tương đồng) lần lượt dẫn đến các bệnh đột biến lặn tự phát ở Hội chứng Bloom (BS), hội chứng Rothmund-Thomson (RTS) và hội chứng Werner (WS)). Hội chứng Bloom được đặc trưng bởi một khuynh hướng gây ung thư với khởi phát sớm, với tuổi khởi phát trung bình là 24 năm. Các tế bào của bệnh nhân hội chứng Bloom cho thấy một tần số cao trao đổi đối ứng giữa các nhiễm sắc thể chị em.
- Ngoài các đột biến tự phát, hoạt động của bộ gen virus khi đã nhiễm vào vật chủ được xem như là "gián điệp" gây bệnh, đồng thời nghiên cứu chúng nói chung, cũng như nghiên cứu helicase do chúng gây biến đổi nói riêng là một chiến lược khả thi cho điều trị phòng chống virus.